# Dysphania endoleuca
Dysphania endoleuca är en fjärilsart som beskrevs av Louis Beethoven Prout 1917. Dysphania endoleuca ingår i släktet Dysphania och familjen mätare. Inga underarter finns listade i Catalogue of Life.